# Dima Bilan
Dima Bilan (russisch Дима Билан, eigentlich Wiktor Nikolajewitsch Belan (russ. Виктор Николаевич Белан); * 24. Dezember 1981 in Ust-Dscheguta, Teilrepublik Karatschai-Tscherkessien) ist ein russischer Popsänger.

## Leben und Karriere

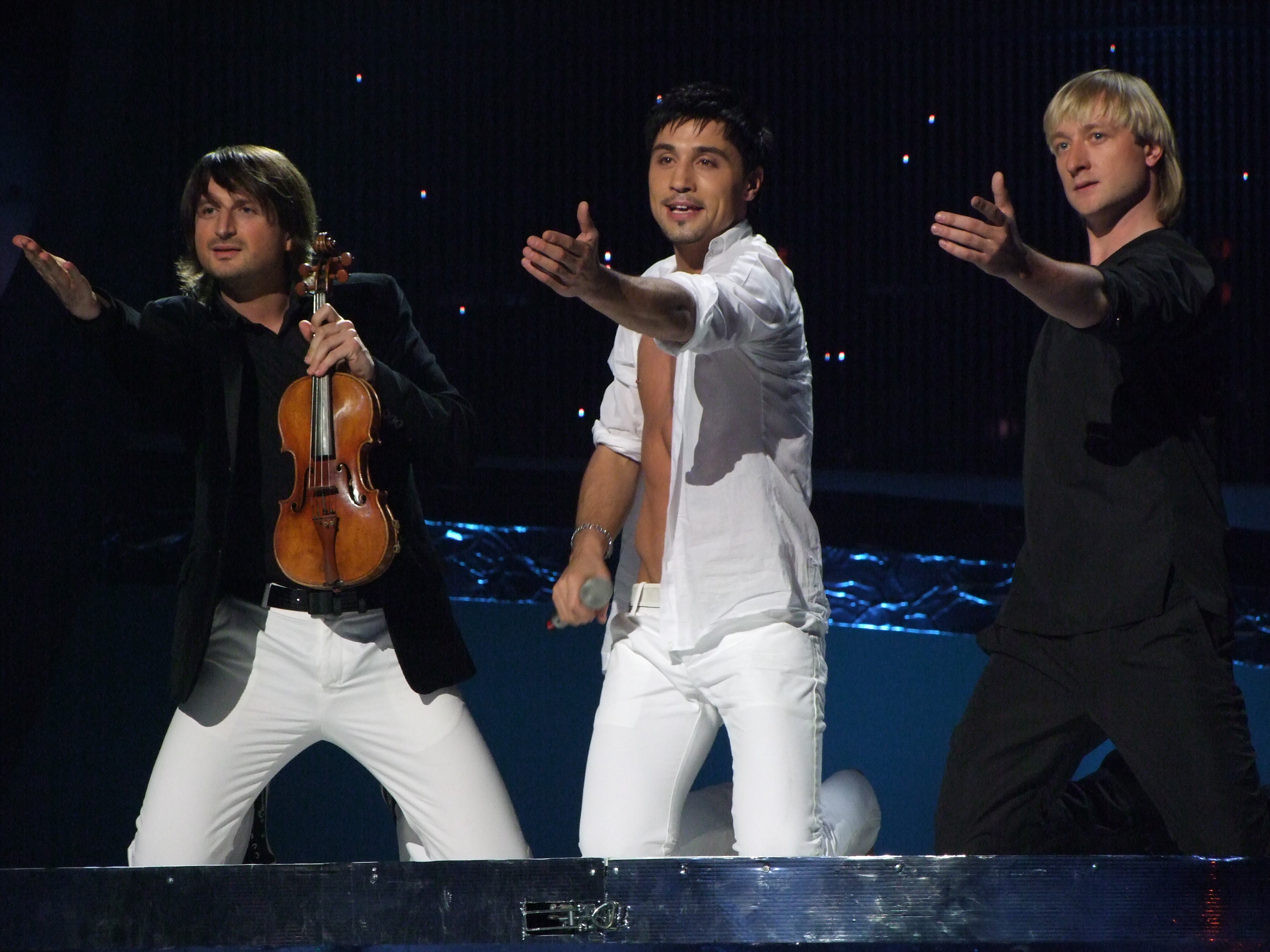
Dima Bilan gemeinsam mit dem ungarischen Violinisten Edvin Marton (links) und Jewgeni Pljuschtschenko im Halbfinale des Eurovision Song Contest 2008

Als Dima Bilan ein Jahr alt war, zogen er und seine vierköpfige Familie zu seiner Großmutter nach Nabereschnyje Tschelny in Tatarstan, wo er bis zu seinem sechsten Lebensjahr lebte. Danach siedelte er mit seiner Familie nach Kabardino-Balkarien in die Stadt Maiski über, wo er auch die Schule abschloss. Bereits als Kind war Dima Bilan Solist des Schulchors und nahm an zahlreichen Wettbewerben teil. Nach dem Abitur studierte er an der renommierten Gnessin-Musikakademie in Moskau.
Er wurde 2005, 2006, 2007, 2008, 2009 und 2010 bei den MTV Russia Music Awards und bei den MTV Europe Music Awards als bester russischer Künstler ausgezeichnet. Er hat bislang vier Alben veröffentlicht. Europaweit bekannt wurde er durch seine Teilnahme am Eurovision Song Contest 2006, wo er mit dem Song Never Let You Go auf dem zweiten Platz landete. Im November 2006 erhielt er bei den World Music Awards den „Best-Selling Russian Artist Award“. Dem folgten noch weitere Auszeichnungen.
Nachdem Bilan im März 2008 die russische Vorentscheidung „Eurovision 2008“ gewonnen hatte, nahm er erneut für Russland am Eurovision Song Contest (ESC) teil und belegte den ersten Platz mit der von Timbaland produzierten Ballade Believe. Unterstützt wurde Bilan bei seinem Auftritt unter anderem von dem erfolgreichen russischen Eiskunstläufer Jewgeni Pljuschtschenko. Im März 2012 trat er mit Yulia Volkova mit dem Song Back to Her Future beim russischen Vorentscheid zum Eurovision Song Contest 2012 an, konnte sich jedoch nicht für den ESC in Baku qualifizieren.
Am 6. Juni 2008 veröffentlichte Universal Music Domestic Believe als Single in Deutschland.
Seit 2012 ist Dima Bilan als Coach in der Sendung Golos (The Voice), seit 2014 in der Sendung Golos Deti (The Voice Kids) tätig. Außerdem ist er seit Mitte der 2000er Jahre gelegentlich auch als Schauspieler aktiv, vor allem für das Fernsehen. 2016 übernahm er die Hauptrolle in dem Film Geroy – Der Held.
Dima Bilan gehört der rechtspopulistischen Liberal-Demokratischen Partei Russlands an. Gleichzeitig beteiligte er sich an Veranstaltungen der Parteien „Einiges Russland“ und „Gerechtes Russland“. Im Jahr 2011 äußerte er sich positiv zu den oppositionellen Kundgebungen anlässlich der Parlamentswahlen. Bei den Präsidentschaftswahlen 2012 und 2016 unterstützte er Wladimir Putin. Er sprach sich gegen das Verbot einer LGBT-Parade in Moskau aus und forderte in einem offenen Brief die Absetzung des offen homophoben Abgeordneten Witalij Milonow. Gleichzeitig sprach er sich gegen die sogenannte „Propaganda der Homosexualität“ aus.
Im Januar 2023 wurde er zusammen mit 119 anderen russischen Künstlern von der ukrainischen Regierung wegen seiner Unterstützung Russlands beim Einmarsch in die Ukraine sanktioniert; im Februar 2023 schloss sich auch die kanadische Regierung den Sanktionen an.

## Diskografie

### Alben
- 2003: Ja nočnoj chuligan (Я ночной хулиган – Ich bin ein Nachthooligan)
- 2004: Na beregu neba (На берегу неба – An der Küste des Himmels)
- 2006: Vremya-reka (Время-река – Die Zeit ist wie ein Fluss)
- 2008: Protiv pravil (Против правил – Gegen die Regeln)
- 2009: Believe
- 2011: Mečtateli (Träumer)
- 2013: Dotyanis (Erreichen)
- 2015: Ne molchi
- 2017: Egoist
- 2020: Perezagruzka
- 2020: Вторая жизнь

### Singles (Auswahl)
In Russland ist es unüblich, Maxi-CDs zu veröffentlichen. Hier aufgeführte Lieder sind ’Singles’, zu denen ein Musik-Video existiert, die meist jedoch nur zur Promotion des jeweiligen Albums dienen.
Album: ‚Ja nočnoj chuligan‘
- 2003: Ja nočnoj chuligan (Я ночной хулиган – Ich bin ein Nachtrowdy)
- 2003: Malyš (Малыш – Kleine)
- 2003: Ja tak ljublju tebja (Я так люблю тебя – Ich liebe dich so sehr)
- 2003: Bum (Бум – Boom)

Album: ‚Na beregu neba‘
- 2004: Ty dolžna rjadom byt’ / Not That Simple (Ты должна рядом быть – Du sollst neben mir sein)
- 2004: Mulatka (Мулатка – Mulattin)
- 2004: Na beregu neba / Between the Sky and Heaven (На берегу неба – Am Rand des Himmels)
- 2004: Kak chotel ja / Take Me with You (Как хотел я – Wie ich es mir wünschte)

Album: ‚Vremja-reka‘
- 2005: Ja tebja pomnju (Я тебя помню – Ich erinnere mich an dich)
- 2005: Ėto byla ljubov’ (Это была любовь – Es war Liebe)
- 2006: Tak ustroen ėtot mir / Never Let You Go (Так устроен этот мир – So laufen die Dinge in der Welt)
- 2006: Nevozmožnoe vozmožno / Lady Flame (Невозможное возможно – Unmögliches ist möglich)
- 2007: Vremja-reka / See What I See (Время-река – Die Zeit ist wie ein Fluss)

Album: ‚Protiv pravil‘
- 2007: Number One Fan
- 2007: Gore-zima (Горе-зима)
- 2008: Believe (russischer Beitrag für den Eurovision Song Contest 2008)

Album: ‚Believe‘
- 2008: Lonely
- 2009: Lady

Weitere Singles
- 2010: Safety (feat. Anastacia)
- 2017: Прости меня (mit Sergey Lazarev)
- 2017: Держи
- 2018: Молния
- 2021: Это была любовь (mit Zivert)
- 2021: Ты не моя пара (mit Mari Kraimbrery)
- 2022: Знаешь ли ты (mit MakSim)
- 2024: It’s My Life (mit Mari Kraimbrery)